# Lev Polugaievski
Lev Abràmovitx Polugaievski (també transliterat Lyev Polugayevsky o Liev Polugaievski) (en rus: Лев Абрамович Полугаевский), (Moguiliov, 20 de novembre de 1934 – París, 30 d'agost de 1995), fou un jugador d'escacs jueu de la Unió Soviètica, que ostentà el títol de Gran Mestre des de 1962, i fou un dels millors jugadors del món durant els anys 1960 i 1970s, en què fou aspirant al Campionat del món d'escacs, tot i que mai va assolir el títol. També fou un reputat escriptor d'escacs, i teòric d'obertures; moltes de les seves contribucions en aquest camp romanen vigents actualment.
|  |

## Rànquing mundial
El seu millor rànquing Elo s'ha estimat en 2761 punts, el juny de 1977, moment en què tenia 42 anys, cosa que el situaria en 3r lloc mundial en aquella data. Segons chessmetrics, va ser el 2n millor jugador mundial en 3 diferents mesos, entre el juny i l'agost de 1972.

## Biografia i resultats destacats en competició
Polugaievski va néixer a Moguiliov, llavors a la Unió Soviètica (actualment Mahiliou, Belarús). A diferència de molts altres Grans Mestres soviètics, la seva progressió en els escacs es va produir lentament, ja que no va assolir el nivell de mestre soviètic fins a l'edat adulta. Malgrat tot, a partir de les darreries dels 1960 ja havia esdevingut un dels millors jugadors del món, cosa que va permetre que fos inclòs a l'equip soviètic que disputà el famós "Matx del Segle de 1970", en el qual va ocupar el quart tauler, en què va perdre una partida contra Vlastimil Hort i en va entaular unes altres tres.
Va ser Campió de la RFSS de Rússia, a Omsk, el 1961. Va guanyar els torneigs de Mar del Plata de 1962 (on hi obtingué el títol de GM), i 1971. Va empatar al primer lloc tres cops consecutius en el Campionat de la Unió Soviètica, el torneig nacional més fort del món, els anys 1967 (empatat amb Mikhaïl Tal), 1968 (empatat amb Aleksandr Zàitsev), i 1969 (empatat amb Tigran Petrossian, amb qui va perdre el matx de desempat). Va participar regularment en els torneigs de classificació per aspirar al Campionat del món, i es va classificar per al Matxs de Candidats en quatre ocasions. Els seus millors resultats en el Campionat del món foren en els cicles de 1977 i 1980, quan derrotà Henrique Mecking i l'excampió mundial Mikhaïl Tal, respectivament, als matxs de quarts de final, abans de ser eliminat els dos cops a les semifinals pel qui seria finalista, Víktor Kortxnoi.
El 1986, guanyà el Festival d'escacs de Biel, a Suïssa.

## Escriptor i teòric dels escacs
A més dels seus èxits esportius sobre el tauler, Polugaievski també destacà com a escriptor i teòric dels escacs, camps en els quals fou internacionalment reconegut. El seu llibre Preparació de Grans Mestres és un clàssic que inclou idees notables relatives als seus pensaments i particular punt de vista sobre la creació de la variant de la defensa siciliana que duu el seu nom. Escrivia amb la mateixa meticulositat que caracteritza les seves anàlisis del joc, i menyspreava els autors de mala qualitat que van sorgir en el boom dels escacs de l'era post-Fischer; al respecte, va escriure: "El noranta per cent de tots els llibres d'escacs es poden obrir a la pàgina u i tornar-los a tancar immediatament per sempre. De vegades podeu veure llibres que han estat escrits en un mes. No m'agrada això. Calen com a mínim dos anys per a fer un llibre, i si no, més val no escriu-re'l."
Polugaievski fou un destacat teòric dels escacs, i la seva tasca en diverses obertures s'ha mantingut vigent malgrat el pas del temps. És especialment recordat per una variant de la siciliana que duu el seu nom: 1. e4 c5 2. Cf3 d6 3. d4 cxd4 4. Cxd4 Cf6 5. Cc3 a6 6. Ag5 e6 7. f4 b5!? Aquesta "variant Polugaievski" de la siciliana Najdorf condueix a extraordinàries complicacions tàctiques en què encara no s'ha dit la darrera paraula, tot i que la teoria actual sembla reconèixer l'avantatge de les blanques.

## Partides destacades
Aquesta partida del Campionat Soviètic de 1969 contra Tal semblaria, a primer cop d'ull, un exemple de com Polugaievski era capaç de vèncer "El Màgic de Riga" amb el seu mateix estil de joc. Més subtilment, de tota manera, també revela la profunditat de la seva preparació i coneixements de les obertures. En Polugaievski havia treballat molt durament amb Borís Spasski quan aquest estava preparant-se pel seu reeixit matx pel títol mundial de 1969 contra Tigran Petrossian, i havien fet profundes anàlisis que es van utilitzar en aquesta partida. Polugaievski destacà més tard que la posició després de la jugada 25 l'havia tingut en el tauler durant les seves anàlisis en el matí anterior a la partida.

Polugaievski-Tal, Campionat de la Unió Soviètica de 1969, gambit de dama refusat: 
1. c4 Cf6 2. Cc3 e6 3. Cf3 d5 4. d4 c5 5. cxd5 Cxd5 6. e4 Cxc3 7. bxc3 cxd4 8. cxd4 Ab4+ 9. Ad2 Axd2+ 10. Dxd2 O-O 11. Ac4 Cc6 12. O-O b6 13. Tad1 Ab7 14. Tfe1 Ca5 15. Ad3 Tc8 16. d5 exd5 17. e5 Cc4 18. Df4 Cb2 19. Axh7+ Rxh7 20. Cg5+ Rg6 21. h4 Tc4 22. h5+ Rh6 23. Cxf7+ Rh7 24. Df5+ Rg8 25. e6 Df6 26. Dxf6 gxf6 27. Td2 Tc6 28. Txb2 Te8 29. Ch6+ Rh7 30. Cf5 Texe6 31. Txe6 Txe6 32. Tc2 Tc6 33. Te2 Ac8 34. Te7+ Rh8 35. Ch4 f5 36. Cg6+ Rg8 37. Txa7 1-0. 

## Mort
Per celebrar el seu 60è aniversari, es va celebrar un torneig temàtic de la defensa siciliana, en reconeixement de les seves contribucions a l'obertura, però en Polugaievski era llavors massa malalt per a participar-hi. Va morir el 1995 d'un tumor cerebral.

## Obres
- Queen's Gambit: Orthodox Defence
- Grandmaster Preparation, ISBN 0-08-024098-4
- Grandmaster Performance, ISBN 0-08-029749-8
- Grandmaster Achievement
- Art of Defence in Chess
- The Sicilian Labyrinth
- Sicilian Love - Lev Polugaevsky Chess Tournament 1994 (Buenos Aires), amb Jeroen Piket, the New in Chess Editorial team, 1995, 240 p., ISBN 9-07-168999-9
- Polugayevsky, Lev. The Sicilian Labyrinth, Volum 2.  Pergamon Chess, 1991 (Pergamon Russian Chess Series). ISBN 0-08-037796-3.